# Dias de Cumplicidade
Dias de Cumplicidade é o quarto álbum do grupo musical português de folk rock Quinta do Bill, lançado em 1998. O disco conta com a participação de membros da Orquestra Clássica da Fundação Calouste Gulbenkian.
O disco foi gravado em Madrid, nos estúdios TRAK, sendo produzido por Carlos Moisés e Juan Ignacio Quadrado. O disco alcançou a certificação de Disco de Prata, em boa parte graças ao single de apresentação, "Voa (Voa)", que teve bastante airplay nesse ano.

## Faixas
1. "Voa (Voa)"
2. "Chamar-te a Mim"
3. "Dias de Cumplicidade"
4. "Calypso"
5. "Dizer a Deus"
6. "Ter Alguém"
7. "Se És Branco ou Negro"
8. "Dá-me a Verdade"
9. "Por Ti, Eu Espero"
10. "Assim no Mar"
11. "De 2ª a 6ª Feira"
12. "Falta de Educação"
13. "Diário de Um Não"
14. "Tempo de Partir"